# 小畑敏四郎
小畑敏四郎(1885年2月19日—1947年1月10日），大日本帝国陸軍軍人。陸軍中将。高知县出身。昭和时代日本陆军中皇道派的代表人物。
其妻子是第24代日本众议院議長元田肇的女儿。其妹则嫁给第56代衆議院議長船田中为妻。

## 生平
小畑敏四郎1885年（明治18年）2月19日出生，是男爵小畑美稻的第三子，其兄小畑大太郎继承男爵。小畑敏四郎在京都府立第一中学校、大阪陆军地方幼年学校、陆军中央幼年学校接受教育，1904年以优等成绩毕业于陆军士官学校第16期，与同期生永田铁山、冈村宁次 被教官们公认为陆士第16期最优异的“陸軍三羽鸟”（意为“三杰”），同期知名者还有：土肥原贤二、板垣征四郎。毕业后被授予少尉军衔，先后在近衛步兵第1联队、步兵第49联队任职，担任真岡守備隊長职务。1911年陆军大学校第23期以優等生（被授予天皇恩赐军刀，俗称“军刀组”）成绩毕业，同期知名者有：梅津美治郎（首席）、永田铁山（次席）。
1913年晋升大尉、在参謀本部任职。在第一次世界大战中，1915年派驻俄罗斯，作为俄军观战武官。历任軍務局課員、参謀本部員。1920年任駐俄国大使館武官，因日軍出兵西伯利亚干涉，滞留在德国柏林。
在1921年10月左右，小畑敏四郎与陸士同期的永田铁山、冈村宁次，以及陆士17期的东条英机，在德国南部的温泉地区巴登-巴登聚会，谋划改革陆军体系为目标的「巴登巴登密约」计划，目的是消除陸軍中的薩長派阀，实行“军主政从”，建立“总体战”总动员体制，回国后又与陸士同期的土肥原贤二、板垣征四郎、以及陆士15期的河本大作等佐级军官先后共十九人结成了一个小团体“二叶会”。
1922年担任参謀本部員，1923年晋升中佐，成为陆军大学校教官。1926年任参謀本部作战課長，小畑敏四郎与第1部長荒木貞夫、部下鈴木率道一起大幅改訂以「包囲殲滅战＋短期決战」为中心的「統帥綱領」，并在1928年正式改訂。1927年晋升大佐。1928年8月，担任冈山步兵第10联队的联队長。这时期作家棟田博曾作为他的部下。据说作为联队长的小畑，彻底地禁止对新兵动用私刑，而且軍規严厉，違反者多被送去“営倉”（关禁闭），得到了「禁闭室先生」的绰号。1930年8月，任日本陆军步兵学校研究部主事，1931年8月再次担任陸大教官。
1931年12月荒木贞夫担任犬养毅内阁的陆军大臣，1932年2月，深得荒木信頼的小畑被再次起用为参謀本部作战課長。同年4月晋升陆军少将，并升任参謀本部第3部長（鈴木率道继任作战課長）。他也是皇道派的中心人物之一、荒木的盟友参謀次長真崎甚三郎的心腹。同时期与作为统制派核心人物的参謀本部第2部長永田鉄山尖锐对立，关系彻底决裂。1933年6月的陸軍全幕僚会議时，围绕着陆军领导权和对苏联对中国战争准备上两派都对自己的主张互不让步，此为陆军皇道派与统治派之争的开端。同年8月与永田一起离开参謀本部，小畑转为近卫步兵第1旅团长，永田转任步兵第1旅团长。
1934年1月，荒木辞任陆军大臣，而有望接任真崎甚三郎在参謀总長闲院宫载仁亲王的反对下，改任教育总监，支持统制派的林铣十郎接任陆军大臣，皇道派势力受到大幅压制。小畑在同年3月任陸大幹事，1935年3月任陸大校長。陸軍内部的争权斗争激化，同年7月，真崎的教育总監职务被免去，8月相泽事件中，时任陆军省军务局长永田铁山被相泽三郎中佐持刀砍杀。1936年（昭和11年）2月，发生二二六事件，小畑因部下陸大教官满井佐吉事件中有牵连，以監督責任被问责。同年3月晋升中将，二二六事件后“肃军”运动中皇道派势力被清洗，同年8月小畑被編入预备役。
1937年七七事变后中日战争全面爆发，被召集担任宇都宫留守第14師团長，后因健康問題，召集令被解除。太平洋战争日军在战局中失利，他因参与打倒東條内閣，以期结束战争而被憲兵隊監視。
1945年8月15日日本投降后，1945年8月17日，東久邇宮内閣成立，近卫文磨与绪方竹虎有意向邀请他任国務大臣，辅助陆军大臣下村定整顿軍部。1947年（昭和22年）1月10日去世，时年61岁。

## 秘話
日本投降后，陸軍参謀总長梅津美治郎不愿出席于9月2日的投降仪式（日本称为“太平洋战争降伏文書調印式”），小畑敏四郎大骂道：「今更敗けた陸軍に何の面目があるのだ。降伏の調印に参謀総長が行くのが嫌なら、陸軍の代表として私が行っても良いぞ」（输到现在陆军还有什么脸面，如果梅津参谋总长不愿意去，作为陆军的代表我可以去。）。最终梅津只得无奈出席投降仪式。

## 勋章
- 1917年3月14日 - 神聖安娜带剑第二等勋章（俄国）

## 脚注
1. ↑  『作戦の鬼 小畑敏四郎』より